# Ukraińska Partia Socjalistyczna (1900)
Ukraińska Partia Socjalistyczna (USP) – ukraińska partia socjalistyczna, założona w Kijowie w 1900 (równocześnie z RUP), działała na Ukrainie Prawobrzeżnej.
Programem naśladowała PPS, dodatkowo żądała ustroju socjalistycznego  i niepodległości Ukrainy. Jej szefami byli B. Jaroszewski, Marijan Mełenewski i Mykoła Michnowski. Organem partii była gazeta „Dobra Nowyna”, wydawana we Lwowie.
Partia ta w czerwcu 1903 przyłączyła się do RUP i działała w jej ramach do stycznia 1904. Po wyjściu z RUP partia nie odnowiła swojej działalności. 
Była to partia nieliczna, a jej działalność obejmowała głównie wydawanie broszur.
Jej następczynią deklarowała się powstała w 1950 Ukraińska Partia Socjalistyczna.